# Melanie Scrofano

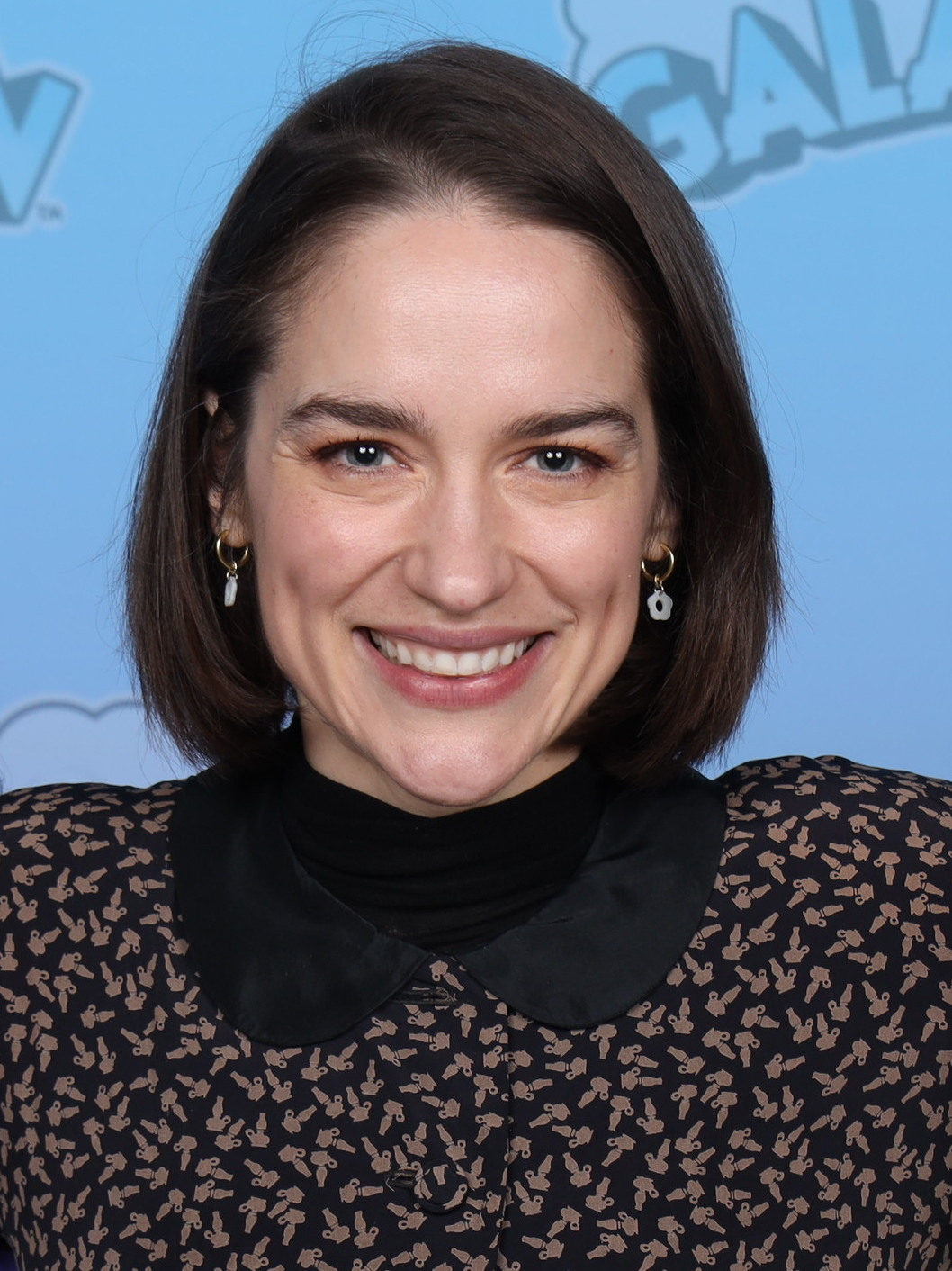
Melanie Scrofano (2023)

Melanie Neige Scrofano (* 1981 in Ottawa, Ontario) ist eine kanadische Schauspielerin. Sie ist bekannt durch ihre Rolle der Rebecca in der Fernsehserie Being Erica – Alles auf Anfang sowie durch ihre Titelrolle in der Serie Wynonna Earp.

## Karriere
Im Jahr 2002 übernahm Scrofano in der Fernsehserie Undressed – Wer mit wem? ihre erste Rolle. Es folgten rund 50 weitere Produktionen. 2010 spielte sie in der Serie Pure Pwnage in acht Folgen die Rolle der October. Im gleichen Jahr war sie zudem in der Rolle der Rebecca in zehn Folgen der Fernsehserie Being Erica – Alles auf Anfang zu sehen. 2012 spielte sie im Film Nurse 3D mit. 2014 war sie in den Filmen Wolves und RoboCop zu sehen. Im Jahr 2012 übernahm sie in der dritten Staffel der Serie The Listener – Hellhörig die wiederkehrende Rolle der Tia Tremblay. In der vierten Staffel der Serie wurde ihre Rolle zu einer Hauptrolle ausgebaut. Seit 2016 spielt sie in der Serie Wynonna Earp die titelgebende Rolle.

## Privates
Melanie Scrofano ist verheiratet und hat zwei Söhne (* 2013, * 2017). Bis kurz vor der Geburt ihres zweiten Sohnes drehte sie noch für die Serie Wynonna Earp; ihre Schwangerschaft wurde in die Serie eingebaut.

## Filmografie (Auswahl)
- 2007: Supernatural (Fernsehserie, Episode 2x20)
- 2009: Saw VI
- 2011: Gangsters (Edwin Boyd: Citizen Gangster)
- 2012: Warehouse 13 (Fernsehserie, Episode 4x06)
- 2012: Saving Hope (Fernsehserie, Episode 1x02)
- 2012: Haven (Fernsehserie, zwei Episoden)
- 2012–2014: The Listener – Hellhörig (The Listener, Fernsehserie, 24 Episoden)
- 2013: Nurse 3D
- 2013: Played (Fernsehserie, Episode 1x11)
- 2014: Wolves
- 2016: Damien (Fernsehserie, sechs Episoden)
- 2016–2021: Wynonna Earp (Fernsehserie, 49 Episoden)
- 2016–2023: Letterkenny (Fernsehserie, 22 Episoden)
- 2018: Birdland
- 2018: Bad Blood (Fernsehserie, sechs Episoden)
- 2019: Ready or Not – Auf die Plätze, fertig, tot (Ready or Not)
- 2020: Tod in den Wäldern (The Silencing)
- 2021: SurrealEstate (Fernsehserie, Episode 1x03)
- 2022: Welcome to Mama’s (Fernsehfilm)
- 2022–2023: Star Trek: Strange New Worlds (Fernsehserie, sechs Episoden)
- 2022: The End of Sex
- 2024: Clickbait – Unfollowed
- 2024: Wynonna Earp – Vengeance
- seit 2025: Revival (Fernsehserie)